# Eine Taube sitzt auf einem Zweig und denkt über das Leben nach
Eine Taube sitzt auf einem Zweig und denkt über das Leben nach (Originaltitel: En duva satt på en gren och funderade på tillvaron) ist ein schwedischer Film aus dem Jahr 2014 von Roy Andersson. Der Film ist nach Songs from the Second Floor (2000) und Das jüngste Gewitter (2007) der Abschluss von Anderssons Trilogie über das menschliche Wesen (schwedisch: „Du levande-trilogin“). Die Premiere des Films fand bei den Internationalen Filmfestspielen von Venedig statt, wo der Film mit dem Goldenen Löwen als Bester Film ausgezeichnet wurde. In Deutschland startete der Film am 1. Januar 2015 in den Kinos.

## Handlung
Die beiden Handelsvertreter Jonathan und Sam ziehen durch die schwedische Provinz, um die drei Scherzartikel Vampirzähne, Lachsäcke und Masken „Gevatter Einzahn“ zu verkaufen. Zwar sind sie in dem, was sie tun, ziemlich erfolglos, allerdings treffen sie in ihrem Arbeitsalltag auf zahlreiche skurrile Gestalten, etwa auf eine Tanzlehrerin, die hoffnungslos in einen ihrer Schüler verliebt ist, einen alten Mann, der in der Kneipe sein Leid klagt, oder Karl XII., der noch ein Mineralwasser bestellt, bevor er in die Schlacht zieht.

## Hintergrund

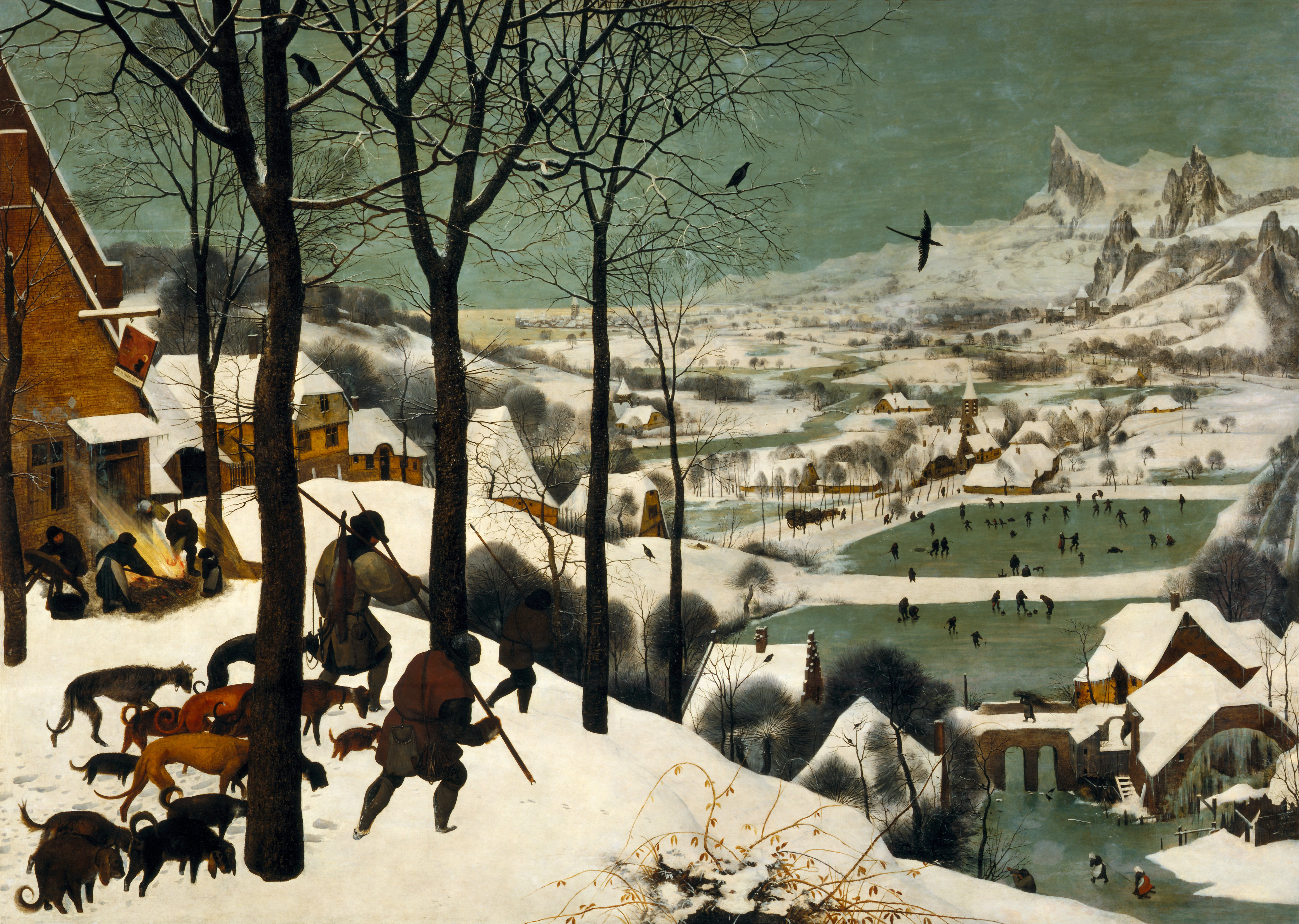
Pieter Bruegel der Ältere:
„Die Jäger im Schnee“ (1556)

Der Filmtitel bezieht sich auf das Gemälde Die Jäger im Schnee von Pieter Bruegel dem Älteren aus dem Jahr 1556. Das Bild zeigt eine ländliche Winterszene mit einigen Vögeln, die auf den Ästen der Bäume sitzen. Andersson bemerkte dazu, dass er sich vorstelle, wie die Vögel die Szenerie beobachten und sich über das Treiben der Menschen wundern. Er verstehe den Filmtitel als Umschreibung für das, „‚was wir eigentlich tun‘, darum geht es im Film“.
Der Film entstand komplett in einem Gebäude im Stockholmer Stadtteil Östermalm, in dem seit 30 Jahren Anderssons Produktionsfirma und ein kleines Studio untergebracht sind. Alle Sets und Hintergründe wurden aus Papier, Pappe und Holz gefertigt, meist als Miniaturen, sodass die Fertigung der 39 Einstellungen teilweise Monate dauerte. Andersson arbeitete vier Jahre ohne größere Unterbrechung an dem Film.

## Kritik
Der Film wurde von der Kritik überwiegend positiv aufgenommen. Bei der US-amerikanischen Rezensionswebsite Rotten Tomatoes sind 89 % der Kritiken positiv bei insgesamt 88 Kritiken. Die durchschnittliche Bewertung liegt bei 7,8 von 10 Punkten. Bei Metacritic erhält der Film eine Bewertung von 81 von 100 bei insgesamt 23 Kritiken.
Das Branchenblatt Variety bezeichnet den Film als „Meisterklasse des pointierten Humors“, wobei „Geschwindigkeit und Wiederholungen mit den Fähigkeiten eines erfahrenen Konzertpianisten“ angewandt würden.
The Hollywood Reporter bemerkt, dass der Film, „kaum zum lauthals Lachen anrege“, obwohl „in den Absurditäten des Lebens einiges Potential an boshaftem Humor“ vorhanden sei.
Im Spiegel nennt Dietrich Brüggemann den Film ein „komplexes Kunstwerk“, in dem man sich wie in einem Labyrinth verlieren könne. Er sei „bitterböse, ohne Demagogie“ und „liebevoll, aber ohne falsche Zuckrigkeit“. Der Autor wünscht sich, „dass sich auch hierzulande ein paar Menschen finden, die bereit sind, sich den Geist von so einem Film durchlüften zu lassen, anstatt immer nur das zu gucken, was man eigentlich sowieso schon kennt.“
Der Filmdienst beschreibt den „philosophisch-misanthropischen“ Film als „lose Folge absonderlicher, vage über Orte, Themen und Figuren verbundener Szenen, die zwischen Zynismus, Verzweiflung und Tragik changieren“. Die „wohlstilisierten und bis ins letzte Detail choreografierten Szenen sind befremdlich schön und strahlen etwas Artifiziell-Manieriertes aus“.
Die deutsche Filmwebsite kino.de urteilt, der „unangefochtene Meister des Absurden“ perfektioniere „das Spiel mit der Zeit in diesem Kaleidoskop über das Menschliche und Allzumenschliche“. Der „Grat zwischen Schmerz und Komik, Monster und Mensch“ sei dabei nur schmal.
Auch Andreas Busche schreibt für Epd Film, dass Tragik und Komik im Anderssons Film dicht beieinander lägen. Der „Trivialismus“ in den Bildkompositionen finde zu einer ganz eigenen Schönheit und besitze eine soziale Einfärbung. Von Szene zu Szene entwerfe der Regisseur „ein facettenreiches Bild der Conditio humana“. Bisweilen entstehe „sogar eine hinreißende Dynamik“, auch wenn die Dramaturgie stellenweise unter der visuellen Qualität leide. Man müsse den Film aber als Teil von Anderssons „Mensch-Trilogie“ betrachten: „Seit Krzysztof Kieślowskis „Farben“-Filmen hat kein europäischer Autorenfilmer ein ähnlich ästhetisch konsistentes und konzeptuell schlüssiges Werk vorgelegt.“
In der Süddeutschen Zeitung kritisiert dagegen Paul Katzenberger, der Film bleibe inhaltlich zu oft „im Klamaukhaften“ hängen, auch wenn er handwerklich originell und formal teilweise großartig gemacht sei. Der „immergleiche Streit“ zwischen den mehrfach auftretenden Scherzartikel-Vertretern wirke „zu aufgesetzt, um ein tieferes Verständnis für das menschliche Leben zu vermitteln“.

## Auszeichnungen
- Internationale Filmfestspiele von Venedig 2014: Goldener Löwe für den besten Film
- Guldbagge 2015: Bestes Produktionsdesign, sechs weitere Nominierungen (Bester Film, Beste Regie, Bester Schnitt, Bestes Kostüm, Bestes Make-up, Beste Filmmusik)
- Europäischer Filmpreis 2015: Beste Komödie, drei weitere Nominierungen (Bester Film, Beste Regie, Bestes Drehbuch)